# 胡克頓鎮區 (北卡羅萊納州格林縣)
胡克頓鎮區（英語：Hookerton Township）是位於美國北卡羅萊納州格林縣的一個鎮區。

## 地方資料
胡克頓鎮區的面積為78.99平方千米，皆為陸地。根據2020年美國人口普查的數據，當地共有人口3965人，而人口密度為每平方千米50.2人。